# Gene Berce
Eugene Daniel Berce, detto Gene (Milwaukee, 22 novembre 1926 – Brookfield, 17 novembre 2018), è stato un cestista statunitense, professionista nella NBL, nella NBA e nella NPBL.

## Carriera
Venne selezionato dai New York Knicks nel Draft BAA 1948.